# Laggies
Laggies (v anglickém originále Laggies) je americká filmová komedie z roku 2014. Režisérkou filmu je Lynn Shelton. Hlavní role ve filmu ztvárnili Keira Knightley, Chloë Grace Moretz, Sam Rockwell, Ellie Kemper a Mark Webber. 

## Obsazení
| Keira Knightley    | Megan         |
| Chloë Grace Moretz | Annika        |
| Sam Rockwell       | Craig         |
| Ellie Kemper       | Allison       |
| Mark Webber        | Anthony       |
| Larissa Schmitz    | mladá Megan   |
| Sarah Lynn Wright  | mladá Allison |
| Phillip Abraham    | mladý Anthony |
| Gretchen Mol       | Bethany       |